# Кълт
„Кълт“ (The Cult) е британска рок група, сформирана в Брадфорд през 1983 година.
Сдобиват се с верни поклонници в средата на 1980-те, когато още свирят пост-пънк, благодарение на сингли като She Sells Sanctuary. В края на 1980-те пробиват в мейнстрийма в САЩ като хардрок банда с песни като Love Removal Machine и Fire Woman. Съставът смесва „възрожденски хевиметъл“ с „псевдомистицизма ...на Дорс [и] китарните оркестрации на Лед Цепелин ... а същевременно нанася щрихи от пост-пънк гот рока.“ През групата минават различни състави, като най-ранното формирование датира от 1981 година и е активно в Брадфорд. Членовете с най-дълъг стаж в групата са вокалистът Иън Астбери и китаристът Били Дъфи, които същевременно са двамата поети в „Кълт“.
След като се измества в Лондон, групата издава албума Love през 1985 година, който достига позиция №4 във Великобритания. Той включва хитове като She Sells Sanctuary и Rain. В края на 80-те години групата се отърсва от пост-пънк звученето си и тръгва по пътя на хардрока с третия си албум, наречен Electric. Произведението минава през ръцете на Рик Рубин, който го продуцира и ошлайфва. Четвъртият албум, Sonic Temple, е продължение в същата насока, и тези два албума позволяват на групата да пробие в северноамериканския пазар. С началото на 90-те групата се изцежда зад кулисите, поради злоупотреба с алкохол и обтегнати отношения извън сцената. Това води до разпадане на групата през 1995 година. Членовете ѝ се събират отново през 1999 година и записват албума Beyond Good and Evil. Тя преиздава всичките си албуми в Азия и Източна Европа през 2003 година и в Япония през 2004. През 2006 година „Кълт“ отново се събира, за да изпълни цяла поредица от турнета в чужбина. През октомври 2007 година групата издава албума Born into This чрез „Роудрънър Рекърдс“. През юли 2009 година Астбери обявява, че „Кълт“ няма да записва или продуцира нови студийни албуми, като вместо това ще се концентрира върху ий-пи-та и цифрови записи, макар че впоследствие променя нагласата си и обявява, че в близко бъдеще ще има нов албум. Деветият им албум, озаглавен Choice of Weapon, излиза на 22 май 2012 година.

## История

### Начална история (1981-1984)
Произходът на групата може да се намери през 1981 година в Брадфорд, Западен Йоркшър, където вокалистът и поет Иън Астбери сформира банда, наречена Садърн Дет Кълт (Southern Death Cult). Името е избрано заради двоякото си значение и произлиза от религията на северноамериканските индианци от 14 век, известна днес като Югоизточен церемониален комплекс или още Южен култ към смъртта (Southern Death Cult на английски), от района край делтата на Мисисипи. Това име обаче също е отговор на считаното от групата централизиране на властта в Южна Англия (включително в музикалната индустрия); от дълги години съществува възприятието, че има деление между Севера и Юга в социален, исторически и икономически аспект. Към Астбери се присъединява Бъз Бъроус (на китара), Бери Джепсън (бас-китара) и Аки Науаз Куреши (барабани); те изпълняват първото си представление в Куинс Хол в родния си град Брадфорд на 29 октомври 1981 година. Групата е един от водещите състави в новозараждащ се стил музика, под формата на пост-пънк и готик рок (тогава наричан позитив пънк) и още от самото начало получават доверието на критиката и меломаните.
Групата подписва договор с независимия лейбъл „Сичуейшън Ту“, издънка на „Бегарс Банкет Рекърдс“, и издава Moya, сингъл с три песни и три страни А. Тя прави турнета из Англия, като са или хедлайнери, или подгряват на групи като „Баухаус“ и „Тиътър Ъф Хейт“. Последното представление на „Садърн Дет Кълт“ е през февруари 1983 година в Манчестър; групата се разпада след 18 месеца съвместна работа. Излиза компилация под името „Садърн Дет Кълт“, която е колекция от сингъла, радио сесиите с Джон Пийл за Радио 1 и концертните им изяви — една от които записана от човек от публиката с магнетофон.
През април 1983 година Астбери се комбинира с китариста Били Дъфи и двамата сформират бандата „Дет Кълт“. Преди това Дъфи е бил в „Ноузблийдс“ (заедно с Мориси), „Лонсъм Ноу Мор“ и „Тиътър Ъф Хейт“. Освен Астбери и Дъфи, бандата включва още Джейми Стюарт (бас-китара) и Реймънд Тейлър Смит (барабани, по-късно става известен като Рей Мондо), като и двамата са от пост-пънк групата „Ричуъл“ от Хароу (район в Лондон). „Дет Кълт“ прави своя концертен дебют в Осло (Норвегия) на 25 юли 1983 година и също издават Death Cult EP, пак през юли. След това те се отправят на турне през Континентална Европа и Шотландия. През септември 1983 година Мондо е депортиран в родната му Сиера Леоне и е заменен от Найджъл Престън, преди това член на „Тиътър Ъф Хейт“. Сингълът Gods Zoo излиза през октомври 1983 година. По-късно през есента следва друго европейско турне, с британски концерти. За да смекчат готическите конотации, свързани с името, и за да получат по-голяма подкрепа, групата решава да смени името си на „Кълт“ през януари 1984, преди да се появи по предаването „Тръбата“ по Канал 4.
Dreamtime, първият студиен запис на „Кълт“, е създаден в Рокфилд Студиос в Мънмът (Уелс) през 1984 година. Албумът първоначално е продуциран от Джо Джулиън, но след като вече записва барабаните, бандата решава да го замени с Джон Бранд. Записът в крайна сметка е записан от Бранд, но китаристът Дъфи казва, че барабаните на песните са продуцираните от Джулиън, тъй като Престън по това време е твърде неблагонадежден.
Песни като Horse Nation (в превод „Конен народ“) показват интереса на Астбери към въпросите на северноамериканските индианци, като текста към песента включва „Виж, те подскачат, идват цвилейки, към конния народ.“ Това е почти дословно копиране от книгата „Погребете сърцето ми в Ундид ний“, а Spiritwalker се занимава с шаманизма.
На 4 април 1984 година „Кълт“ издават сингъла Spiritwalker, който достига позиция №1 в независимите класации във Великобритания и загатва за предстоящия албум Dreamtime. Той е последван от втори сингъл, Go West (Crazy Spinning Circles), преди да излезе Dreamtime през септември; албумът достига позиция №21 във Великобритания, където продава 100 000 бройки. На 12 юли 1984 година групата записва пет песни в студио „Мейда Вейл 5“ на Би Би Си за сесия с Ричард Скинър. Както преди, така и след излизането на албума, „Кълт“ усилено изнасят концерти в Европа и Англия, преди да издадат друг сингъл, Ressurection Joe (№74 във Великобритания), през декември. След като подгрява за коледните изяви на Биг Кънтри, групата гастролира из Европа с подгряващата група „Мишън“ (тогава наричащи се „Систърхуд“). Dreamtime първоначално е издаден само във Великобритания, но след успеха му, както и след разрастването на популярността на „Кълт“ по света, той е издаден в приблизително 30 държави.

### Завладяването на мейнстрийма
Четвъртият сингъл на „Кълт“, She Sells Sanctuary, излиза през май 1985 година и достига позиция №15 във Великобритания. Там изкарва общо 23 седмици в Топ 100. Песента бе избрана за №18 в класацията на телевизия Ви-Ейч-Уан Инди 100. През юни 1985 година, след като демонстрира непостоянно поведение, Престън е изгонен от бандата. Барабанистът на Биг Кънтри, Марк Бжежички, е новото попълнение и е включен във видеоклипа към She Sells Sanctuary. „Кълт“ записват Love, втория си албум, през юли и август 1985 година. Групата трансформира своята музика и образ, като корените им с пънк ориентация са обновени със звука на психеделията от 60-те години. Love има успехи в класациите, достигайки №4 във Великобритания и продава 100 000 бройки там и общо 5 000 000 в Европа, както и 100 000 в Австралия и 500 000 в САЩ. Към днешна дата печалбите от албума се градят на над 2,5 млн. продадени копия.
От средата на 1985 до 1986 година групата е на световно турне, представяйки новия си барабанист Лес Уорнър (който преди това е свирил с Джулиън Ленън и Джони Тъндърс). Следват два официални сингъла от албума Love; Rain (№17 в класацията на Великобритания) и Revolution (с позиция №30). Нито един от тези сингли не пробиват в САЩ. Сингълът Nirvana е издаден само в Полша. Албумната версия на Rain, както и ремиксът (Here Comes the) Rain, са привнесени в италианския хорър филм Dèmoni 2. Щом се прибират в Англия, „Кълт“ ангажират „Менър Студиос“ в Оксфордшър и продуцента Стив Браун (който е продуцент на Love), и записват над една дузина нови песни. Групата не е доволна от звученето на новия си албум, наречен Peace, и решава да отиде в Ню Йорк, така че продуцентът Рик Рубин да ремиксира първия сингъл – Love Removal Machine.
Рубин се съгласява да работи с бандата, но само ако те презапишат песента. В крайна сметка Рубин съумява да ги накара да запишат наново целия албум. Звукозаписната компания на групата, Бегарс Банкет, изпитва неудоволствие от това, тъй като вече е изразходила два месеца и 250 000 паунда за албума. След като прослушва първоначалния запис от Ню Йорк, Бегарс Банкет се съгласява да пристъпи към следващите крачки. Първият сингъл, Love Removal Machine, излиза през февруари 1987 г., а новата версия на албума се появява през април от същата година, като новото му заглавие е Electric. Той достига №4 и печалбите му надхвърлят тези на Love. Групата тръгва на турне с Кид Кеос (известен още като Хагис и Дъ Кид) на бас китара и Стюарт на ритъм китара. Още два сингъла, Lil Devil и Wildflower, излизат през 1987 година. Няколко песни от първоначалния албум Peace са включени в сингъл версиите на Love Removal Machine и Lil Devil. Едва през 2000 година пълният Peace е издаден като Диск 3 от бокс сета Rare Cult.
В Щатите „Кълт“, в състав Астбери, Дъфи, Стюарт, Уорнър и Кид Кеос, биват подгрявани от тогава слабо известните Гънс Ен Роузис. Групата също така се появява на фестивала край Роскиле в Дания през юни 1987 година. Когато световното турне минава през Австралия, бандата нанася поражения върху оборудването си на стойност 30 000 паунда, и в резултат нямат възможност да концертират в Япония, защото не могат да намерят компания, която да им даде назаем нова екипировка. В края на турнето албумът Electric получава златен сертификат във Великобритания и продава приблизително 3 млн. бройки по света, но членовете на бандата почти не разговарят помежду си. Хагис напуска групата в края на турнето за Electric и сформира Фор Хорсмен за лейбъла Деф Америкън на Рубин. Астбери и Дъфи изгонват Уорнър и техния мениджърски екип Грант/Едуардс, и се преместват в Лос Анджелис с първоначалния басист Стюарт. Уорнър съди групата няколко пъти заради изгонването си, както и за неизплатени, според него, възнаграждения за изпълнението си в Electric, в резултат на което се водят проточени съдебни процеси. „Кълт“ подписват нов мениджърски контракт и написват 21 нови песни за следващия си запис.

### Born Into This (2007-2009)
На 29 май 2007 година групата подписва договор с голямата звукозаписна компания за хевиметъл музика Роудрънър Рекърдс. Техният 8-и албум, озаглавен Born into This, излиза на 16 октомври и е продуциран от Мартин Глоувър — Юф, басист на „Килин Джоук“. Born into This излиза като нормален диск със сингли и като двоен диск с ограничена бройка, като вторият диск е CD с пет бонус песни, включващ Stand Alone, War Pony Destroyer, I Assassin (демо версия), Sound of Destruction и Savages (разширена версия). Преди да излезе албумът, групата свири по фестивали, а също и като хедлайнери, т.е. като главна група. Проявата на бандата в Ървин Плаза в Ню Йорк в началото на ноември 2006 е записана на филм и излиза през 2007 година. През същата година Кълт е подгряваща група на европейското лятно турне на „Ху“. Астбери е гост-музикант като певец на две песни от албума War Stories (2007) на трип-хоп групата „Ънкъл“; една от тях става пръв сингъл от албума и се казва Burn My Shadow.
Групата прави турне във Великобритания и в Европа в края на февруари и началото на март 2008 година. На 24 март те започват северноамериканското си турне, включващо мащабно турне в Канада в 13 града. През септември 2008 година Кълт правят няколко турнета в Североизточните САЩ и в Бразилия през октомври 2008 като част от южноамериканското си турне. През май 2008 година се появява информация в „Гонтлит“, че групата няма договор и вече не е обвързана по контракт с „Роудрънър Рекърдс“. През октомври 2008 година е обявено, че „Кълт“ ще оглавяват първия Рокендрол Маратон в Сан Антонио с очаквана дата 16 ноември 2008. „Кълт“ обявяват планове за турне, представящо техния албум „Love“ по цялата територия на Щатите и после във Великобритания през октомври, където ще свирят в Роял Албърт Хол.
Съвпадайки с ремастеринга на Love и 4-дисковия бокс сет Omnibus, „Кълт“ започват Love Live Tour (Живото турне на Love) в края на лятото. Те изпълнявайки класическия си албум Love в неговата цялост, от Nirvana до Black Angel. След този репертоар следват кратка пауза и изпълнение на още песни (различни според местоположението): Sun King, Dirty Little Rock Star, Electric Ocean, Illuminated. После следват Fire Woman, Lil Devil, Wild Flower и накрая Love Removal Machine. Във вечерта на 10 октомври 2009 в лондонския Роял Албърт Хол групата излиза на повторен бис с първоначалния басист Джейми Стюарт и барабаниста Марк Бжежички, който свири на барабани на звукозаписните сесии на Love през юли и август 1985 година.